# Dark Souls
Dark Souls (яп. ダーク ソウル, Дааку соуру, укр. Темні душі) — відеогра жанру action/RPG з відкритим світом, розроблена та видана японською компанією From Software для ігрової консолі PlayStation 3 в Японії 22 вересня 2011 року. На міжнародному ринку гру видавала компанія Namco Bandai Games. Реліз відбувся 4 жовтня в Північній Америці, 6 жовтня в Австралії та 30 жовтня в Європі. Також гру було портовано на Windows та видано 24 серпня 2012 року під назвою Dark Souls: Prepare to Die Edition.
Dark Souls є другою грою серії «Souls» після Demon's Souls (2009). Сюжет розгортається в фентезійному світі, джерела життя котрого згасає. Гравець виступає в ролі враженого прокляттям героя, що подорожує занепалими землями в пошуках сильних душ, якими можна відродити світ.

## Ігровий процес

Герой-лицар у бою

Гравець керує власноруч налаштованим персонажем, який подорожує світом, борючись із чудовиськами і вирішуючи проблему повсюдного його занепаду. Перед початком основного ігрового процесу гравець створює персонажа, даючи йому ім'я, обираючи стать, один з 10-ти класів, його дар, фізичні характеристики, особливості статури та риси обличчя. Класи визначають можливості персонажа, особливості атак і початкового озброєння. Включають воїна (вирізняється вправністю зі зброєю і міццю), лицаря (має великий запас здоров'я і міцну броню), мандрівника (спритний і володіє шаблею), злодія (має підвищені шанси завдання критичних ушкоджень і володіє відмичками), бандита (вирізняється міццю і володіє бойовою сокирою), мисливця (озброєний луком, але вразливіший за інших до магії), чаклуна (вміє творити закляття душ і користуватися ними для бою), піроманта (вміє творити закляття вогню і озброєний рубилом), клірика (володіє вмінням зцілення), злидаря (майже голий та озброєний простим кийком і дощатим щитом, але може опанувати будь-які здібності, доступні іншим класам). Персонаж володіє низкою характеристик: живучістю, вченістю, витривалістю, силою, спритністю, спротивом, інтелектом, вірою, людяністю, рівнем розвитку і удачею на отримання трофеїв.
Початково він є рухомим мерцем із залишками розуму, а знаходячи предмети, звані людяністю, може стати дійсно живим. При цьому з'являються додаткові функції, зростає ефективність зброї, захист від магії та шанс отримання більш корисних трофеїв. Крім того деякі персонажі будуть спілкуватися і допомагати персонажеві тільки якщо він живий. На екрані постійно видно запас здоров'я і витривалості, яка затрачається на біг, особливі удари.
Бої відбуваються з використанням холодної та стрілецької зброї як мечі, сокири, луки, арбалети, а також чаклунства. В боях персонаж отримує душі кожного ворога, які витрачає на підвищення рівня розвитку, збільшення своїх характеристик та покупку корисних предметів. В разі смерті персонаж втрачає зібрані душі й людяність та опиняється в останньому місці збереження, душі ж і людяність лишаться на місці смерті і їх можна забрати звідти.
Гравець може обрати одну із фракцій світу Dark Souls (ковенант), виконавши необхідні для цього умови, як значення параметрів персонажа, і поговоривши з потрібними персонажами. Перебування в кожному ковенанті має свої правила, за порушення яких гравець буде покараний позбавленням його персонажа визначених предметів/можливостей або його переслідуванням. Будучи членом ковенанту, персонаж отримує відповідні предмети, можливості, а також переваги для кооперативного режиму, такі як можливість допомоги чи убезпечення від агресії інших гравців.
Прогрес зберігається біля вогнищ, де також відновлюється втрачене здоров'я, поповнюється запас лікувального зілля екстусу, знімаються шкідливі ефекти, ремонтується спорядження і відновлюється людяність. Вогнище можливо розпалити, збільшуючи тим самим його корисні сили, але тільки якщо персонаж є живою людиною.
Будучи цілком людиною, герой також отримує доступ до онлайн-функцій. Він може бачити де були і як померли інші гравці, отримати бонуси від них, нападати на них («вторгатися в світи») чи бути прикликаним для допомоги як фантом (за наявності програми Games for Windows Live). Існують і внутрішньоігрові фантоми, яких гравець може прикликати для боротьби з ворогами, або які самі атакуватимуть його персонажа. Свої емоції можна виразити жестами, обравши потрібні з набору, наприклад, поклонитися в знак поваги або показати свій захват від перемоги. Є базові жести і додаткові, що переймаються в зустрінених внутрішньоігрових персонажів.
Керування розроблене передусім для геймпада, тому в ПК-версії гравці мають певні труднощі.

## Історія світу гри
Світ, де відбуваються події гри, на початку був безформним і похмурим. В ту епоху, звану Епохою Древніх, світ населяли дракони, які й правили ним. В якийсь час виникло Перше Полум'я, що розділило світ на протилежності, як світло і темрява, життя і смерть. Сутності Ніто, Ізалітська відьма з її Дочками Хаосу, Ґвін і Карлик знайшли в Полум'ї душі, від яких сповнилися силою і кинули виклик драконам. Всі вони отримали сильні Світлі душі, названі за це душами володарів, звичайні Світлі душі дали життя всім тваринам і рослинам, тільки Карлик добув Темну. В ході боротьби дракон Сіт Безлусковий, що народився без луски, яка давала безсмертя, зрадив інших і пануванню драконів прийшов кінець. Переможці стали богами та новими правителями світу. Сіт за свою допомогу отримав від Ґвіна душу і частину світу в володіння. Карлик розділив свою Темну душу поміж істот, які блукали світом, і цим наділив їх людяністю. Так Карлик став першою людиною Манусом і поклав початок людству.
Сіт Безлусковий в пошуках безсмертя створив численних чудовиськ і винайшов магію. Ґвін, що був володарем світла, наділив чотирьох людських королів земель Лордрану часткою своєї душі і світ процвітав. Та з плином часу Полум'я стало згасати, а світ занепадати. Ізалітська відьма спробувала створити інше Полум'я, але замість цього виникло Полум'я Хаосу, що спотворило життя і саму Ізалітську відьму, перетворивши її на потворне дерево, Ложе Хаосу. Лордран наповнили потвори і тільки завдяки Срібним лицарям їх вдалося перемогти.
Змій Каас, породжений існуванням Темних душ, спокусив Чотирьох королів обіцянкою відкрити секрет відбирання тих самих душ і досягнення таким чином безсмертя. Через це столицю Лордрану Новий Лондор було затоплено трьома чаклунами за наказом Ґвіна. Після цього Ґвін спробував розпалити Перше Полум'я власною душею. Він продовжив існування світу ще на тисячу років, але без душі втратив розум. Без Ґвіна боги стали покидати людські володіння, а оскільки той був володарем світла, сонце перестало світити. Тільки син Ґвіна Гвендолін лишився охороняти символічну могилу батька і створив ілюзію благополуччя, ніби сонце досі сяє.
Сіт продовжував пошуки безсмертя, тепер викрадаючи для цього людей, а Каас підбурив жителів міста Олачіль дістати з могили тіло Мануса. Той повстав з могили, породивши Безодню — прокляте місце, що поглинало всіх, хто опинявся там, і обертало на чудовиськ. Через осквернення могили Мануса всіх, хто мав людяність, вразило прокляття. В міру згасання Полум'я згасали і Світлі душі, відповідно зникало життя. Люди ж, оскільки мали Темну душу, людяність, лишалися рухомими, та їхні тіла без Світлих душ розкладалися, висихали, а здатність мислити зникала. Вони блукали в пошуках вцілілих Світлих душ, які наповнюють істот життям, щоб поглинути їх, тому отримали назву «порожні». Світ остаточно змарнів, погрузши в темряві та руїнах, але саме людям виявилося під силу заново розпалити Перше Полум'я. Один з людей, в ролі якого і виступає гравець, ще зберіг розум, він тікає з місця заслання «порожніх» та дізнається пророцтво майбутнього світу, яке може виконати.

## Сюжет
Сюжет гри пояснюється скупо і гравець може сам інтерпретувати події. Про минуле світу гри можливо дізнатися з діалогів та описів предметів.
Мрець, що є головним героєм гри, опинившись у Північному Притулку, завдяки допомозі невідомого лицаря вибирається із в'язничної камери. Невідомим лицарем виявляється Оскар з Астори. Оскар розповідає легенду про обраного мерця. Згідно неї, колись до Лотреку вирушить обраний де подзвонить у Дзвони Пробудження і дізнається свою долю. Оскар думав, що він є обраним, але тепер невідворотно перетворюється на «порожнього». Після цього Оскар сподіваючись, що врятований ним і є обраним передає герою флягу з естусом і ключі. Після чого помирає. Далі герой стикається з мерцями, що зовсім втратили розум. Здолавши їх він зустрічається з демоном-охоронцем, якого перемагає та відбирає ключ від брами. Герой добирається до Храму Полум'я з допомогою величезного крука, де зустрічає занепалого духом воїна який розповідає, що він не перший хто прийшов почувши легенду про Дзвони Пробудження.
Герой вирушає подзвонити у Дзвони і опиняється в місті, наповненому мерцям. Там він знаходить зброю, різні корисні речі, та стикається з драконом, якого в бою вбиває. Пробиваючись крізь мерців і чудовиськ, обраний дістається до будівлі старої церкви де б'є в перший Дзвін Пробудження. Спустившись до Глибин та вбивши дракона, він отримує ключ від Чумного міста.
Герой натикається на володіння відьми Квілег, вбивши яку б'є в другий Дзвін і повертається до Храму Полум'я, де зустрічає змія Фрампта. Змій розповідає героєві, що той і є обраним мерцем, який зможе розпалити Полум'я і відродити світ. Для цього йому доведеться зібрати душі володарів, колись взяті богами, і повернути їх у Полум'я. Лицар Лотрек Карімський вбиває хранительку Полум'я Анастасію, внаслідок чого вогонь в Храмі Полум'я згасає. Обраний вирушає виконати пророцтво Фрампта, в ході своїх подорожей опиняючись в місті Анор Лондо. Там він мстить Лотреку, так і не з'ясувавши його мотивів, і знаходить картину, в якій схований окремий світ. Дослідивши світ картини, герой повертається до Храму Полум'я і возз'єднує душу й тіло Анастасії. Та оживає і говорить, що обраний близький до кінця своїх пошуків.
Обраний спускається в Катакомби Велетнів, у глибині яких знаходить бога смерті Ніто. Вбивши його, він іде в Кристальні печери, де живе дракон Сіт. Після перемоги і над ним герой виходить в руїни Нового Лондо. Знайшовши кільце героя давнини Арторіаса, що колись спустився до Безодні та знищив її породження, обраний сам досягає Безодні. Її населяють Четверо королів, які також гинуть в бою з ним, а обраний отримує їхні душі володарів. Там же герой зустрічає змія Кааса, що переконує не розпалювати Полум'я, а навпаки погасити його і тоді обраний зможе стати новим Манусом, а світ цілковито належатиме людям, а не богам. Обраний також згодом може врятувати лицаря Солера, який подорожує світом в пошуках «власного сонця», і той допоможе у фінальній битві.
Після перемоги над Ложем Хаосу, з яким злилася богиня Ізалітська відьма, герой іде шукати Мануса. Зрештою він повертається до Храму Полум'я, де жертвує добуті цілі душі володарів — Ложа Хаосу і Ніто, та їх осколки — Чотирьох королів і дракона Сіта. Це відкриває шлях до Горнила Першого Полум'я, де обраний вступає в бій з божевільним богом Ґвіном, що не дає дійти до мети і гине в бою. Герой постає перед вибором: повірити Фрампту чи Каасу. Якщо він розпалює душами Полум'я, то згорає сам, але світ знову сповнюється життям, а душі володарів отримають нові боги. Якщо ж не робить цього і йде — Полум'я згасає, весь світ поглинає темрява, а Фрампт і Каас разом з іншими зміями схиляються перед ним як перед Володарем Темряви. Настає Епоха Темряви, як та, що панувала за часів драконів. Але так чи інакше, історія циклічна, палаюче Полум'я з часом знову стане згасати, а згасле — розгориться.

## Завантажувані доповнення
Artorias of the Abyss — доповнення, випущене 24 серпня 2012 року в складі видання Dark Souls: Prepare To Die Edition для Windows, а згодом для PlayStation 3 та Xbox 360. Додає нові локації, зброю, обладунки, ворогів і арену для PvP-битв (між двома гравцями). Крім того виправляє низку помилок оригінальної гри та повертає контент, вирізаний з неї в ході розробки.
Гравець може дізнатися правду про Арторіаса, з Чотирьох лицарів Ґвіна, що мусив усунути загрозу Безодні, вирушивши в місто Олачіль. Повівши обраного в Олачіль, можна знайти Арторіаса, який не здобув перемоги, як вважалося, а уклав союз із породженнями Безодні аби безпечно увійти в неї та дістатися до повсталого з мертвих Мануса. Однак герой програв і Безодня поглинула його й обернула на страшного велетня, який вийшов з Безодні, сіючи руйнування. Щоб приховати правду, було створено фальшиву могилу Арторіаса і розповсюджено легенду про його перемогу над Манусом. Єдиний спосіб позбавити Арторіаса його долі — убити. Після перемоги обраний розшукує і Мануса, якому завдає поразки.

## Розробка
Dark Souls розроблялася під керівництвом Хідетаки Міядзакі, та задумувалась як ідейна спадкоємиця Demon's Souls, яка в свою чергу переймала багато ідей в King's Field. За словами Міядзакі, він черпав натхнення для своїх ігор з ранніх ігор серії Dragon Quest, інтерактивних книг серії «Fighting Fantasy», та манґи «JoJo's Bizarre Adventure» й «Берсерк». Гра розроблялася два роки, запозичивши основи ігрового процесу, атмосферу та підхід до оповіді з Demon's Souls.
Процес розробки дизайну поділявся на дві фази. Перша полягала в повідомленні дизайнерам простих ключових слів, за якими в ході мозкового штурму створювався детальний опис і слідом зображення. Потім до зображення вносилися глибше обдумані корективи. Друга фаза полягала у вирішенні де саме і як використовуватиметься триманий образ, а також конкретна мета дизайну з точки зору того, що він буде представляти в грі.
В основі світу Dark Souls лежать давньогрецька, британська, скандинавська та японська міфології, та філософія екзистенціалізму. Так, Анор Лондо є прекрасним містом, побудованим за досконалим геометричним планом, вигляд якого нагадує житло богів — гору Олімп. Крізь гру проходить тема дерева, що подібно Іґґдрасілю, поєднує рівні світобудови. Дракони відповідають титанам, тоді як боги — олімпійцям, що перемогли їх та впорядкували світ. Зокрема Ґвін чітко відповідає Зевсу. Крім того, Ґвін ап Нудд — це бог з реальної валлійської міфології. Також є паралелі між драконами й ванами та богами асами. Примітно, що під Лордраном розташовано Озеро Попелу, в котрому вбачається Ніфльгейм, а в драконі, що там мешкає, — змій Нідгьогг. Змії Фрампт і Каас відсилають до біблійного Змія, даючи поради, проте замовчуючи наслідки їх виконання. Дракон Сіт заснований на образі чарівника Мерліна. Персонаж гравця має риси ейнгерій — найкращих воїнів, що в скандинавській міфології живуть в небесній Вальгаллі і складають військо бога Одіна. Загалом, зображений світ переживає катаклізм, аналогічний переддню Рагнароку. Обраний мрець втілює собою провідну екзистенціалістську ідею, що людське життя не має мети й сенсу і тільки сама людина може їх для себе позначити. Протагоніст гри нічим не виділяється на початку і разом з гравцем долає повторювані невдачі, віднаходить сенс у розкиданих подіях і записках, зрештою стаючи тим, ким бажає бути.
Після випуску гри для PlayStation 3 та Xbox 360 у 2011 вересні-жовтні 2011 року, Namco Bandai Games повідомили, що можливий вихід і для ПК. На початок 2012 року понад 93 тис. осіб підписали петицію за вихід Dark Souls на ПК. Розробники відповіли на це, що версія для ПК розробляється і матиме додатковий контент. Ця версія, що отримала назву Dark Souls: Prepare to Die Edition, була видана 24 серпня 2012 року.

## Оцінки й відгуки
| Агрегатор  | Оцінка                                 |
| ---------- | -------------------------------------- |
| Metacritic | (PS3) 89/100 (X360) 89/100 (PC) 85/100 |

| Видання                                  | Оцінка    |
| ---------------------------------------- | --------- |
| Eurogamer                                | (UK) 9/10 |
| GamePro                                  | [ 16 ]    |
| GameRevolution                           | A-        |
| GameSpot                                 | 9.5/10    |
| GamesTM                                  | 9/10      |
| IGN                                      | 9.0/10    |
| PlayStation Official Magazine — UK       | 9/10      |
| Official Xbox Magazine (Велика Британія) | 9/10      |
| PALGN                                    | 10/10     |
| Play                                     | 90%       |
| PSM3                                     | 9.1/10    |

Dark Souls зібрала переважно позитивні відгуки, отримавши 89 балів зі 100 на агрегаторі Metacritic для консольних версій та 85 зі 100 для ПК.
GameSpot оцінили Dark Souls в 9.5/10. Особливу похвалу отримали онлайнові можливості та складні для перемоги боси, яких можна подолати тільки після багатьох безуспішних спроб. Також зазначалося, що казуальним гравцям доведеться докласти зусиль для проходження гри, тоді як затяті рольовики будуть в захваті від її складності.
IGN дали Dark Souls 9.0/10, похваливши дизайн рівнів, акцент на онлайнових можливостях, глибокий ігровий процес і похмуру атмосферу. Зауважувалося, що ця гра не є грою для простого отримання задоволення. Вона не для боязких і вимагає повсякчасного продумування тактики і стратегії..
Eurogamer оцінили Dark Souls в 9/10, сказавши: «Якщо пригоди існують для вашого дивування, спантеличення, залучення до розкриття таємниць забутого світу, то Dark Souls — чудова пригодницька гра. Якщо розвага — це веселощі без невдач і прогрес без болю, ви маєте взятися за щось інше. Але ви втратите одну з найкращих ігор року».

## Вплив
Газетою «The Guardian» у 2019 році Dark Souls було присуджено №3 в переліку 50-и найкращих відеоігор XXI століття. На думку редакції GameSpot, саме Dark Souls є найвпливовішою відеогрою століття, що задала тенденції для таких ігор, як Skyrim, The Witcher 2, Deus Ex: Human Revolution, Batman: Arkham City, Uncharted 3, Portal 2, Modern Warfare 3 та низки інших хітів. Зокрема, вона впровадила нові шляхи ведення оповіді, вдаючись не лише до реплік та візуалу, а й описів предметів, що спонукає до пошуків цих предметів і вживанню персонажа в обрану роль, розбираючи свій інвентар. Світ, наповнений, як у Dark Souls, секретними шляхами та сховками з корисними речами, сприяє тому, аби гравець проходив гру кілька разів і міг вирішити ті самі завдання різним чином.
Dark Souls започаткувала ігри в своєму стилі, котрим характерні система збережень прогресу та швидких подорожей між «вогнищами», повернення в уже відвідані локації аби дослідити раніше недоступні секрети, необхідність вивчення тактик проти кожного різновиду ворогів, часто похмура, меланхолічна атмосфера, світ з посиланнями на лицарство, релігійні та міфологічні теми, недосказаність сюжету. Такими є Ashen, Nioh, The Surge, Dead Cells, Titan Souls, Sekiro: Shadows Die Twice, Salt and Sanctuary, Hollow Knight, Bloodborne, Star Wars Jedi: Fallen Order, Blasphemous, Demon's Souls Remake.

## Перевидання
11 січня 2018 року було анонсовано перевидання Dark Souls під назвою Dark Souls Remastered для Xbox One, PlayStation 4, Nintendo Switch і ПК. Вихід відбувся 25 травня 2018. Dark Souls Remastered відрізняється від оригіналу оновленим рушієм і текстурами на рівні Dark Souls III. Гра працює в роздільності 4K і 1080p на Nintendo Switch в разі підключення консолі до телевізора. Мультиплеєр підтримує 6-х гравців замість 4-х.